# Brachytarsina pretiosa
Brachytarsina pretiosa är en tvåvingeart som först beskrevs av Falcoz 1924.  Brachytarsina pretiosa ingår i släktet Brachytarsina och familjen lusflugor.
Artens utbredningsområde är Vanuatu. Inga underarter finns listade i Catalogue of Life.